# Vestberlin
Vestberlin var det uofficielle navn på den vestlige del af Berlin mellem 1948 og 1990. Det officielle var Land Berlin. Vestberlin bestod af den amerikanske, den britiske og den franske sektor, som var blevet oprettet i 1945 efter det Tredje riges fald. "Østberlin" blev som den sovjetiske sektor udskilt fra resten af Berlin i 1948. I 1949-1990 residerede DDR's regering i den østberlinske bydel Pankow.
Med ca. to millioner indbyggere var Vestberlin den største af byerne i Berlin under den kolde krig.
Vestberlin var en enklave totalt omgivet af sovjetisk besatte områder. Mod øst lå den sovjetiske sektor; mod syd, vest og nord lå de nuværende brandenburgske distrikter med DDR's senere Bezirk Bezirk Potsdam, der hørte til den sovjetiske zone. De vestallierede blev garanteret en luftkorridor, men ingen vej- eller togadgang, og da de tre vestlige zoner (Vesttyskland) havde gennemført en møntreform som del af Marshallplanen, spærrede Sovjet den 24. juni 1948 adgangen til Vestberlin ad landjorden, også kendt som Blokaden af Berlin. En luftbro blev etableret, så amerikanske, britiske og franske fly kunne bringe mad og forsyninger til berlinerne. Sovjet ophævede nødtvungent blokaden den 11. maj 1949.
Natten til 13. august 1961 blev hele Vestberlin omringet af rækker af DDR-soldater, pigtråd, træbarrierer, alt, hvad der senere blev til Berlinmuren, som var DDR-regimets desperate svar på flere års flugt fra Øst- til Vestberlin. Ifølge kilder var ikke mindre end 2.5 mio. østtyskere flygtet til Vesttyskland/Vestberlin. Der var de næste år ikke bare fysisk, men også psykisk lukket af mod Vestberlin i Østtyskland: Vestberlin var ofte et hvidt felt på DDR's landkort. Det var dog muligt at rejse mellem Vesttyskland og Vestberlin ad særlige transitmotorveje og jernbaner.
Den 26. juni 1963 besøgte den amerikanske præsident John F. Kennedy Vestberlin og holdt en tale til befolkningen, der blev kendt for ordene: "Ich bin ein Berliner."
Den 9. november 1989 blev adgangen til Vestberlin igen åbnet. Det blev startskuddet til demokratiseringen af den Tyske Demokratiske Republik. Muren blev snart fjernet bortset fra enkelte dele, der er et mindesmærke.
Selv om Vestberlin var en de facto del af Vesttyskland, blev den hverken anset som et Forbundsland eller som en del af Forbundsrepublikken. Vesttysklands forfatning havde formelt heller ikke nogen gyldighed for Berlin. Byen blev således administreret af Vestberlins senat på Rathaus Schöneberg, som var udstyret med autoritet af de amerikanske, britiske og franske besættelsestropper. Selv om vestberlinerne var borgere i en føderale republik, havde de ikke mulighed for at stemme til valgene i føderationen. I stedet fik de indirekte repræsentanter i Bundestag med 20 delegerede, som blev valgt af Vestberlins Repræsentanternes Hus. Vestberlins Senat sendte delegater til Bundesrat.
Vestberlinerne var ikke underlagt vesttysk værnepligt. Der var flyveforbud for Lufthansa til Vestberlin, og det vestberlinske postvæsen fungerede uafhængigt af Vesttysklands. Postvæsenet i Vestberlin udsendte sine sidste, egne frimærker i 1990.
Igennem hele Vestberlins eksistens havde byen (i hvert fald hvad angår vilkår for opholds- og arbejdstilladelser) ry og status som blandt de mest liberale i Europa.
Selv om Vestberlin som en del af den tidligere rigshovedstad havde en uklar status, betragtede både besættelsesmagterne (England, Frankrig og USA) og Vesttyskland byen (Land Berlin) på linje med egentlige (by)delstater som Bremen og Hamburg. Willy Brandt, der var vestberlinsk regeringsleder (regerende borgmester 1957-1966), blev vesttysk regeringsleder (forbundskansler) i 1969.
Den 3. oktober 1990 blev Vesttyskland og Østtyskland (som da var blevet omdannet til fem nye Bundesländer (ekskl. Berlin)) genforenet, hvorved Vestberlins administrative eksistens formelt ophørte og det forenede Berlin blev en delstat. I 90'erne har en folkeafstemning afgjort, at Berlin ikke skal sammensmeltes med det omliggende Brandenburg Land.
Vestberlin bestod af følgende bydele:
I den amerikanske sektor
- Neukölln
- Kreuzberg
- Schöneberg
- Steglitz
- Tempelhof
- Zehlendorf

I den britiske sektor
- Charlottenburg
- Tiergarten
- Wilmersdorf
- Spandau

I den franske sektor
- Reinickendorf
- Wedding